# فازها تاركهنايشفيلي
فازها تاركهنايشفيلي (25 أغسطس 1971 بغوري في جورجيا - ) هو لاعب كرة قدم جورجي في مركز الدفاع. شارك مع منتخب جورجيا لكرة القدم. أما مع النوادي، فقد لعب مع ديلا غوري ونادي شريف تيراسبول ولوكوموتيف تبيليسي ‏.

## وصلات خارجية
- فازها تاركهنايشفيلي على موقع قاعدة بيانات كرة القدم.إي يو (الإنجليزية)
- فازها تاركهنايشفيلي على موقع بيانات كرة القدم. دي إي (الألمانية)
- فازها تاركهنايشفيلي على موقع ناشيونال فوتبول تيمز (الإنجليزية)
- فازها تاركهنايشفيلي على موقع Soccerway.com (الإنجليزية)
- فازها تاركهنايشفيلي على موقع عالم كرة القدم.نت (الإنجليزية)